# Kihō, Mie
Kihō (紀宝町 Kihō-chō) là thị trấn thuộc huyện Minamimuro, tỉnh Mie, Nhật Bản. Tính đến ngày 1 tháng 10 năm 2020, dân số ước tính thị trấn là 10.321 người và mật độ dân số là 130 người/km2. Tổng diện tích thị trấn là 79,62 km2.

## Địa lý

### Đô thị lân cận
- Mie
  - Kumano
  - Mihama
- Wakayama
  - Shingū